# Jón Gunnar Árnason
Jón Gunnar Árnason (Reykjavik, 15 mei 1931 - aldaar, 21 april 1989) was een IJslands beeldhouwer.

## Biografie
Jón Gunnar studeerde van 1944 tot 1946 aan de kunstacademie van Reykjavík. Hierna volgde hij een studie aan de technische universiteit aldaar, waar hij zijn diploma behaalde in 1952. Een tijd later besloot hij zich verder te scholen in het kunstvak en volgde hij van 1965 tot 1967 een studie in de schone kunsten aan Hornsey in Londen, een college dat tegenwoordig deel uitmaakt van de Middlesex University.
Samen met onder anderen Þorbjörg Pálsdóttir (1919-2009), Ragnar Kjartansson (1923-1989) en Hallsteinn Sigurðsson (1945) behoorde hij in 1972 tot de oprichters van Myndhöggvarafélagið, het IJslands beeldhouwersgenootschap.
Een van zijn bekendste werken is Solfár (Nederlands: Zonnereiziger). Hij won daarmee een prijsvraag die was uitgeschreven voor de 200e verjaardag van de stad Reykjavik. Op die dag, 18 augustus 1990, werd het kunstwerk onthuld aan de Sæbraut. Jón Gunnar was anderhalf jaar eerder overleden aan leukemie. Hij noemde zijn creatie een "ode aan de zon" en een "droomboot" die afreist naar niet eerder ontdekte gebieden. De veel gemaakte vergelijking met een Vikingschip wees hij van de hand.
Zijn laatste voltooide sculptuur is Galdur (Magie), dat staat bij de hoofdingang van het Landspítali, het ziekenhuis bij de Fossvogur in Reykjavik. Hij maakte daar de ontwerptekeningen en een model toen hij er werd behandeld voor zijn leukemie. 
- Gemeinsame Normdatei: 174177283
- International Standard Name Identifier: 0000 0001 0803 6997
- Library of Congress Control Number: n95019353
- RKD-Nederlands Instituut voor Kunstgeschiedenis: 253538
- LIBRIS: 65649
- Union List of Artist Names: 500121996
- Virtual International Authority File: 96581102
- WorldCat: E39PBJc7RTBR9gXKrFDKVbmGHC